# Anders Pedersson (Lilliehöök)
Anders Pedersson (Lilliehöök), död 6 oktober 1572, var en svenskt riksråd och riddare.

## Biografi
Peder Bryntesson (Lilliehöök) var son till häradshövdingen Peder Bryntesson (Lilliehöök) och Regnild Andersdotter. Han var från 1549 till 1554 fogde i Sunnerbo härad och fick de åren en del av räntan från Kungslena by i Västergötland. Anders Pedersson fick frälsefrihet 23 juli 1552 för en gård i Västergötland och blev 12 april 1559 häradshövding i Vadsbo härad. Han blev 1560 väpnare och hade från 1560-talets början till 1569 i förläning Kumla härad i Närke. Han blev 1560 riksråd och 10 juli samma år riddare.

### Egendom
Han ägde Fårdala i Åsle socken, Vartofta i Åsaka socken och Werpel i Livland..

### Familj
Anders Pedersson gifte sig första gången med Anna Ribbing (död 1561), dotter av ståthållaren Nils Knutsson Ribbing och Anna Olofsdotter Stenbock. De fick tillsammans barnen Carin Andersdotter som var gift med landshövdingen Göran Månsson Stierna, Peder Andersson och riksrådet Nils Andersson Lilliehöök (1561–1618).
Anders Pedersson gifte sig andra gången med Agneta Nilsdotter, dotter av riksrådet Nils Claesson och Ebba Arentsdotter Ulf. Agneta Nilsdotter var änka efter Göran Lindormsson af Forstenasläkten och regementsrådet Anders Hansson Ekeblad.